# Danalia pellucida
Danalia pellucida là một loài chân đều trong họ Cryptoniscidae. Loài này được Giard miêu tả khoa học năm 1887.